# Ecuaphlebia rumignaui
Ecuaphlebia rumignaui is een haft uit de familie Leptophlebiidae. De wetenschappelijke naam van de soort is voor het eerst geldig gepubliceerd in 1988 door Domínguez.